# Paul Édouard Damiguet de Vernon
Paul Édouard Damiguet de Vernon noto anche come Édouard de Vernon (Parigi, 6 febbraio 1810 – Parigi, 26 dicembre 1866) è stato un generale francese.

## Biografia

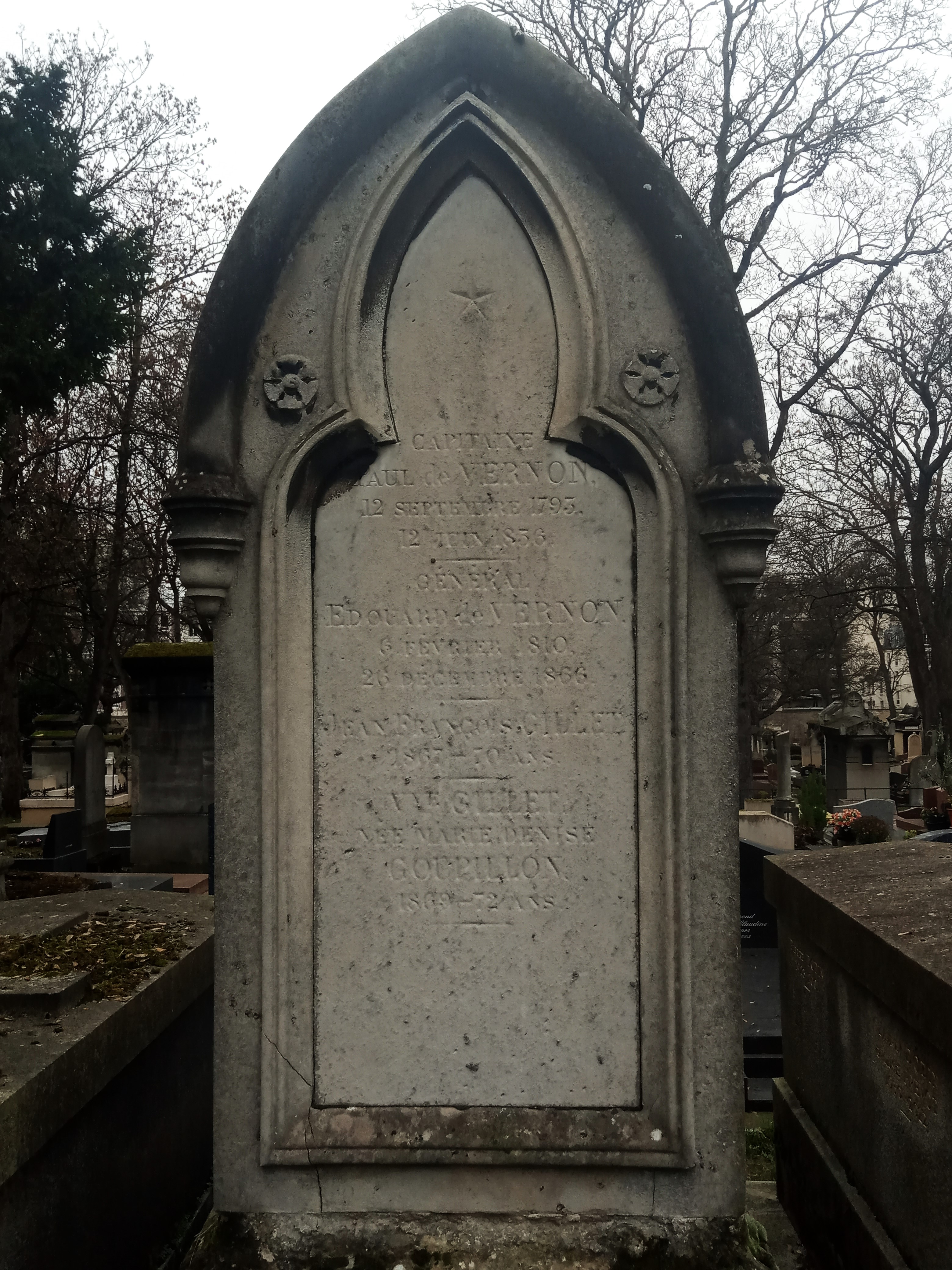
La tomba della famiglia Damiguet de Vernon al cimitero di Montmartre a Parigi

Paul Édouard Damiguet de Vernon era figlio di Paul Célarier Damiguet (1756-1821), marchese di Vernon, primo scudiero di re Luigi XVIII di Francia dopo la Restaurazione nel 1818, nonché armatore, mercante e proprietario di una compagnia di navi di trasporto per il materiale da costruzione per altre navi presso il porto di Lorient. Sua madre era Anne Catherine Clémence Jolivet de Liancourt.
Seguendo gli affari paterni, entrò nell'equipaggio navale di Rochefort, imbarcandosi in seguito sul brigantino Grenadier nel settembre del 1827. Sbarcò a Tolone nell'ottobre 1828 e nel novembre di quello stesso anno si imbarcò nuovamente sul brigantino La Champenoise, ma venne sbarcato e congedato il 24 di quello stesso mese.
Damiguet de Vernon entrò quindi in servizio nella guardia municipale di Parigi col grado di sottotenente, rimanendovi per un anno dal 1830 al 1831, vivendo il periodo delle Tre Giornate di Parigi. Su proposta della Commissione Nazionale, per il valore dimostrato, venne nominato sottotenente nell'11° reggimento di fanteria leggera ed il 16 marzo 1831 passò poi al reggimento ussari di stanza a Chartres. Il 19 aprile 1831 prese parte alla campagna belga assieme all'Armata del Nord, rimanendo con essa sino al 1832 e combattendo nella Battaglia di Lovanio.
Il 16 maggio 1833, venne nominato sottotenente nel 3° reggimento cacciatori africani e promosso quindi tenente il 31 dicembre 1835. Prese parte all'assedio di Costantina nel 1836 ed il 14 agosto 1839 venne nominato cavaliere della Legion d'Onore. Rimase in Algeria sino al 1848.
Tornò in Francia con la rivoluzione del 1848 grazie all'appoggio di Henri Boulay de La Meurthe che era a capo di un reggimento della Guardia Repubblicana. Prese parte agli scontri di Parigi tra il 22 ed il 26 giugno 1848, venendo ferito e ufficialmente nominato tenente colonnello in deroga alle regole di avanzamento di grado. Si scontrò ad ogni modo per diverse vedute strategiche col suo superiore, il colonnello François Xavier Raymond. Inizialmente proposto per sostituire De Vernon a capo del suo reggimento, fu infine Raymond ad essere messo al comando del 70° reggimento di fanteria. Il 6 febbraio 1849 si sposò a Parigi con Clothilde Bessas de La Mégie. Nominato capo ad interim della Guardia Repubblicana, venne promosso al rango di colonnello il 13 febbraio 1849, lasciandola ad ogni modo il 19 luglio di quello stesso anno per entrare definitivamente nell'esercito regolare.
Promosso ufficiale della Legion d'onore il 23 marzo 1851, si separò dalla moglie (dalla quale ebbe una figlia) e si fidanzò in seguito con l'italiana Brunilde Attilia Cecilia de Maldura, figlia del pittore Carlo Maldura de Gandino, che riportò con sé a Parigi e dalla quale ebbe altre tre figlie. Durante la guerra di Crimea entrò nella gendarmeria e col grado di colonnello si imbarcò anche nella campagna d'Italia del 1859. Commendatore della Legion d'Onore nel 1858, il 25 giugno 1859 venne nominato generale di brigata ed il 6 gennaio 1860 ottenne il comando di una brigata di cavalleria.
Posto in riserva dal 2 gennaio 1864, morì il 26 dicembre 1866 presso l'ospedale militare di Gros-Caillou a Parigi e venne sepolto nel cimitero di Montmartre.